# Església Kretzulescu
L'Església Kretzulescu (en romanès: Biserica Kretzulescu o Crețulescu) és una església ortodoxa oriental al centre de Bucarest (Romania). Construïda seguint l'estil Brâncovenesc, es troba a Calea Victoriei, núm. 45A, en un dels racons de la plaça de la Revolució, al costat de l'antic Palau Reial de Bucarest. L'església va rebre l'encàrrec entre el 1720 i 1722 del boiar Iordache Crețulescu i la seva dona Safta, filla del príncep Constantin Brâncoveanu.
Originalment, l'exterior estava pintat, però des de les obres de restauració realitzades el 1935 i 1936 (sota la supervisió de l'arquitecte Ștefan Balș), la façana és de maó. Els frescos del porxo daten de l'estructura original, mentre que els frescos interiors van ser pintats per Gheorghe Tattarescu entre el 1859 i 1860.
L'església, danyada durant el terratrèmol de novembre de 1940, es va reparar entre 1942 i 1943. Als primers dies del règim comunista, l'església de Kretzulescu estava prevista per a la demolició, però es va salvar a causa dels esforços d'arquitectes com Henriette Delavrancea-Gibory. Es van produir més reformes després del terratrèmol de Bucarest de 1977 i la Revolució de 1989. Al costat de l'església ara hi ha un bust commemoratiu de Corneliu Coposu.